# Manny Jacinto

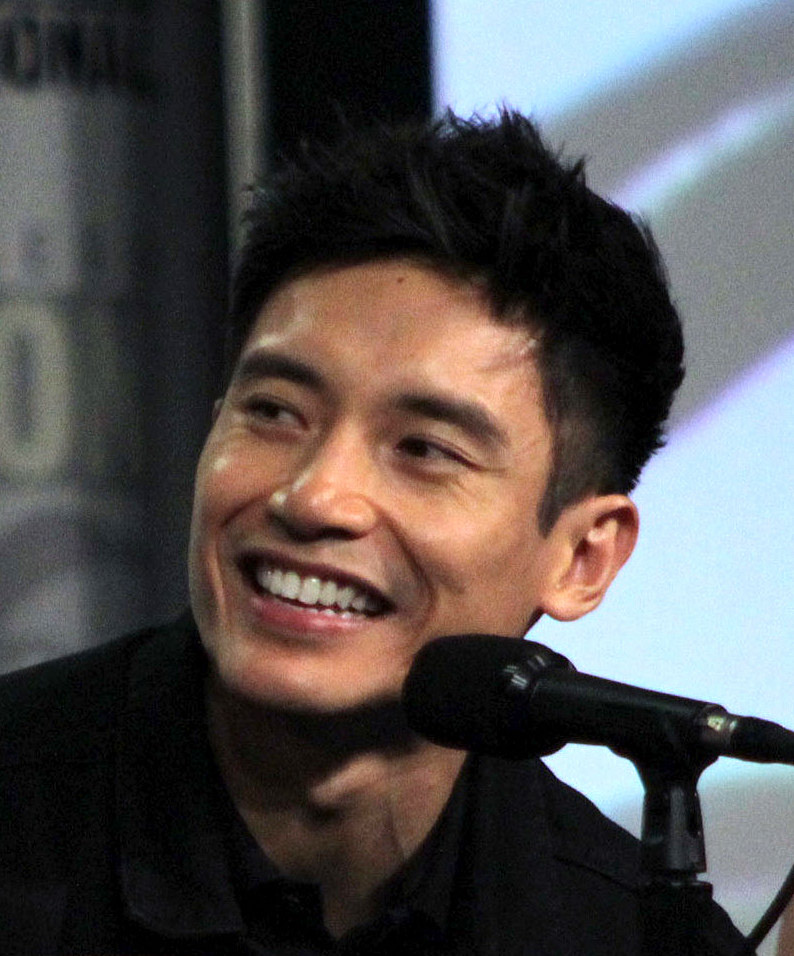
Manny Jacinto (2018).

Manny Jacinto (geboren als Manuel Luis Jacinto am 19. August 1987 in Manila, Philippinen) ist ein philippinisch-kanadischer Schauspieler.

## Leben
Jacintos Familie wanderte von den Philippinen nach Kanada aus, als er 3 Jahre alt war. Er wuchs in Richmond in British Columbia auf. Dort spielte er gerne Basketball. Nach der High School studierte er Bauingenieurwesen an der University of British Columbia und schloss dies mit dem Bachelor ab. Außerdem nahm er zu der Zeit an Hip-Hop-Wettbewerben teil und entdeckte dort seine Interesse am Schauspielern.
Seinen ersten Fernsehauftritt hatte er 2013 in der Serie Once Upon a Time als Quon. Später übernahm er dann weitere kleine Rollen in Fernsehserien und Filmen. Daraufhin bekam er auch größere Rollen, wie zum Beispiel die Hauptrolle Jason Mendoza in der Fernsehserie The Good Place, wofür er positive Kritiken erhielt.
2024 spielte er den Antagonisten Qimir in der Star-Wars-Serie The Acolyte.

## Filmografie
- 2013: Once Upon a Time (Fernsehserie, Folge 2x18)
- 2013: John Apple Jack
- 2013: Supernatural (Fernsehserie, Folge 8x20)
- 2014: The 100 (Fernsehserie, 2 Folgen)
- 2014: The Unauthorized Saved by the Bell Story
- 2014: Rogue (Fernsehserie, Folge 2x09)
- 2015: iZombie (Fernsehserie, Folge 1x04)
- 2015: Bates Motel (Fernsehserie, Folge 3x04)
- 2015: The Romeo Section (Fernsehserie, 10 Folgen)
- 2016: Roadies (Fernsehserie, Folge 1x01)
- 2016: Peelers
- 2016–2020: The Good Place (Fernsehserie, 50 Folgen)
- 2017: The Good Doctor (Fernsehserie, Folge 1x10)
- 2018: Bad Times at the El Royale
- 2021: Nine Perfect Strangers (Miniserie)
- 2022: I Want You Back
- 2022: Top Gun: Maverick
- 2024: The Acolyte (Fernsehserie)
- 2024: The Knife
- 2025: Freakier Friday

## Nominierungen
Manny wurde für The Romeo Section für den Leo Award in der Kategorie bester unterstützender Auftritt in einer dramatischen Szene nominiert.